# Krabi, Estland
För andra betydelser, se Krabi (olika betydelser).
Krabi är en by (estniska: küla) i sydöstra Estland. Den ligger i Rõuge kommun i landskapet Võrumaa, nära gränsen till Lettland, cirka 240 kilometer sydöst om huvudstaden Tallinn. Krabi ligger 125 meter över havet och antalet invånare är 156.
Innan kommunreformen 2017 hörde byn till dåvarande Varstu kommun.

## Geografi
Terrängen runt Krabi är platt. Runt Krabi är det glesbefolkat, med 8 invånare per kvadratkilometer. Närmaste större samhälle är Rõuge, 13,9 km norr om Krabi. I omgivningarna runt Krabi växer i huvudsak blandskog.

### Klimat
Inlandsklimat råder i trakten. Årsmedeltemperaturen i trakten är 2 °C. Den varmaste månaden är juli, då medeltemperaturen är 18 °C, och den kallaste är februari, med −11 °C.

## Galleri

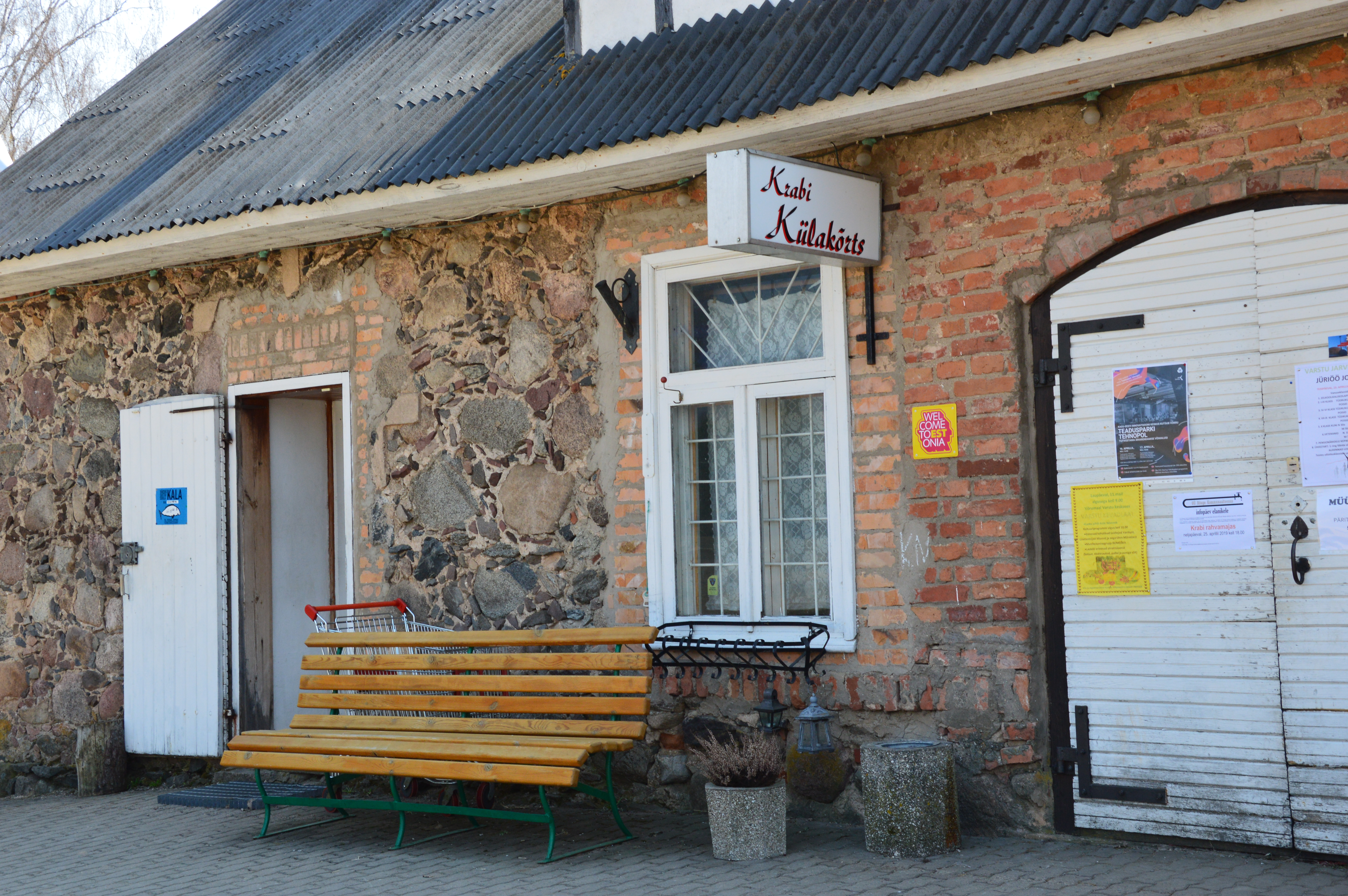
Krabi bykrog.
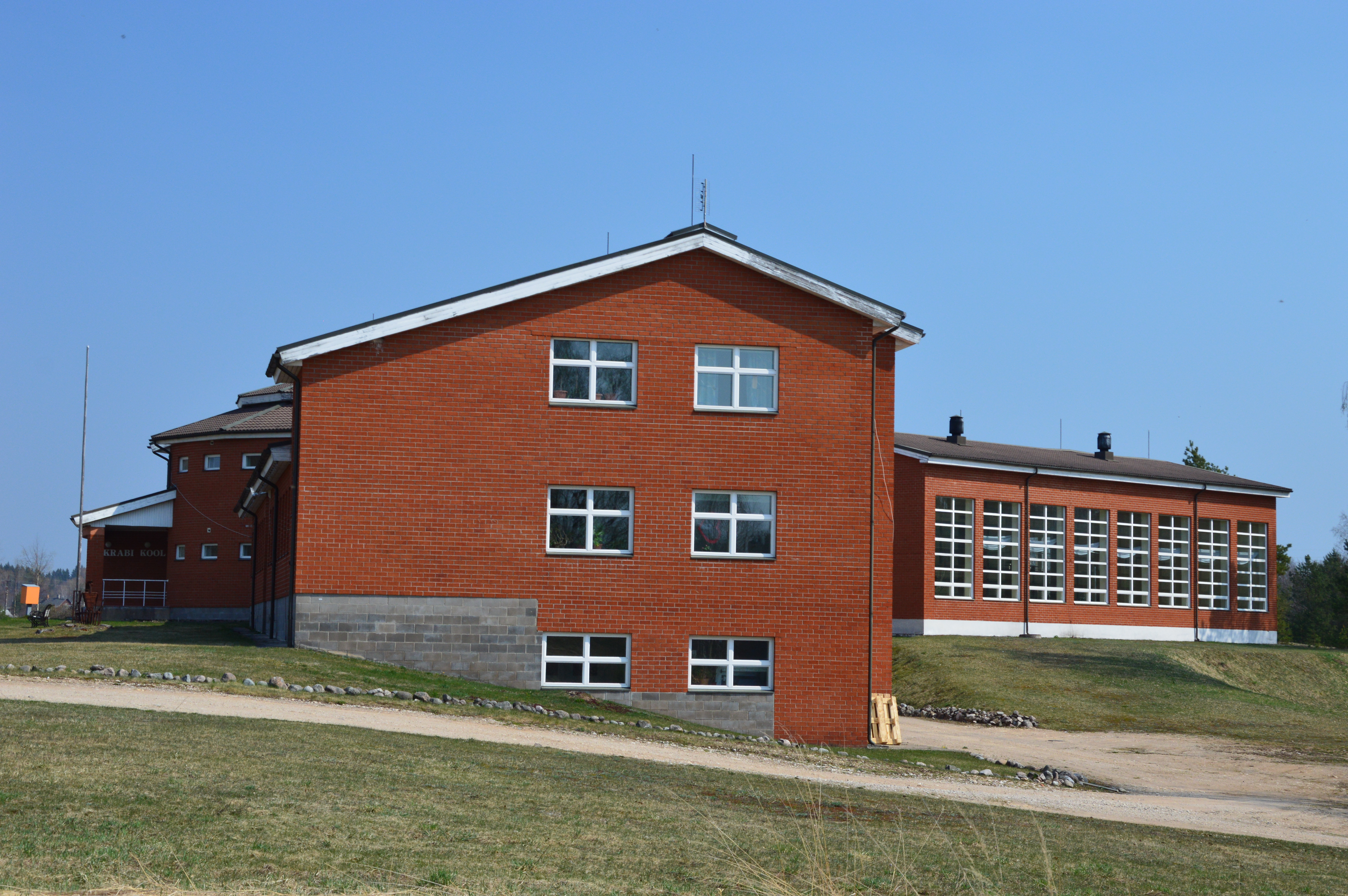
Krabi skola.
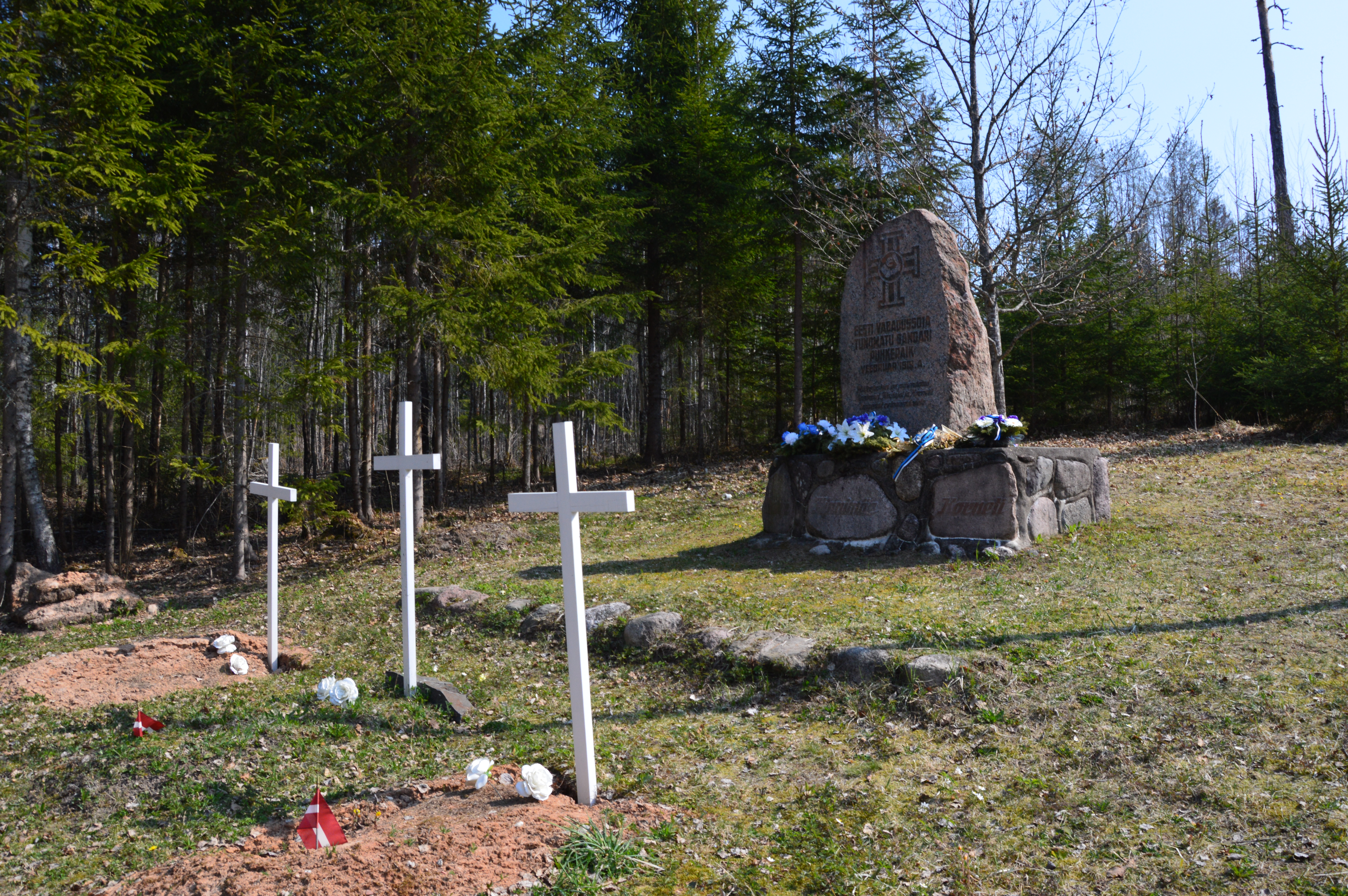
Den okände soldatens grav från estniska frihetskriget.